# Monica Frassoni

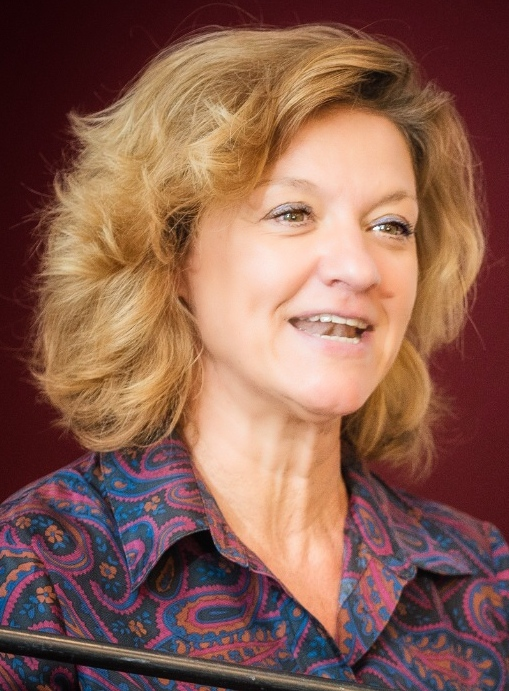
Monica Frassoni 2019

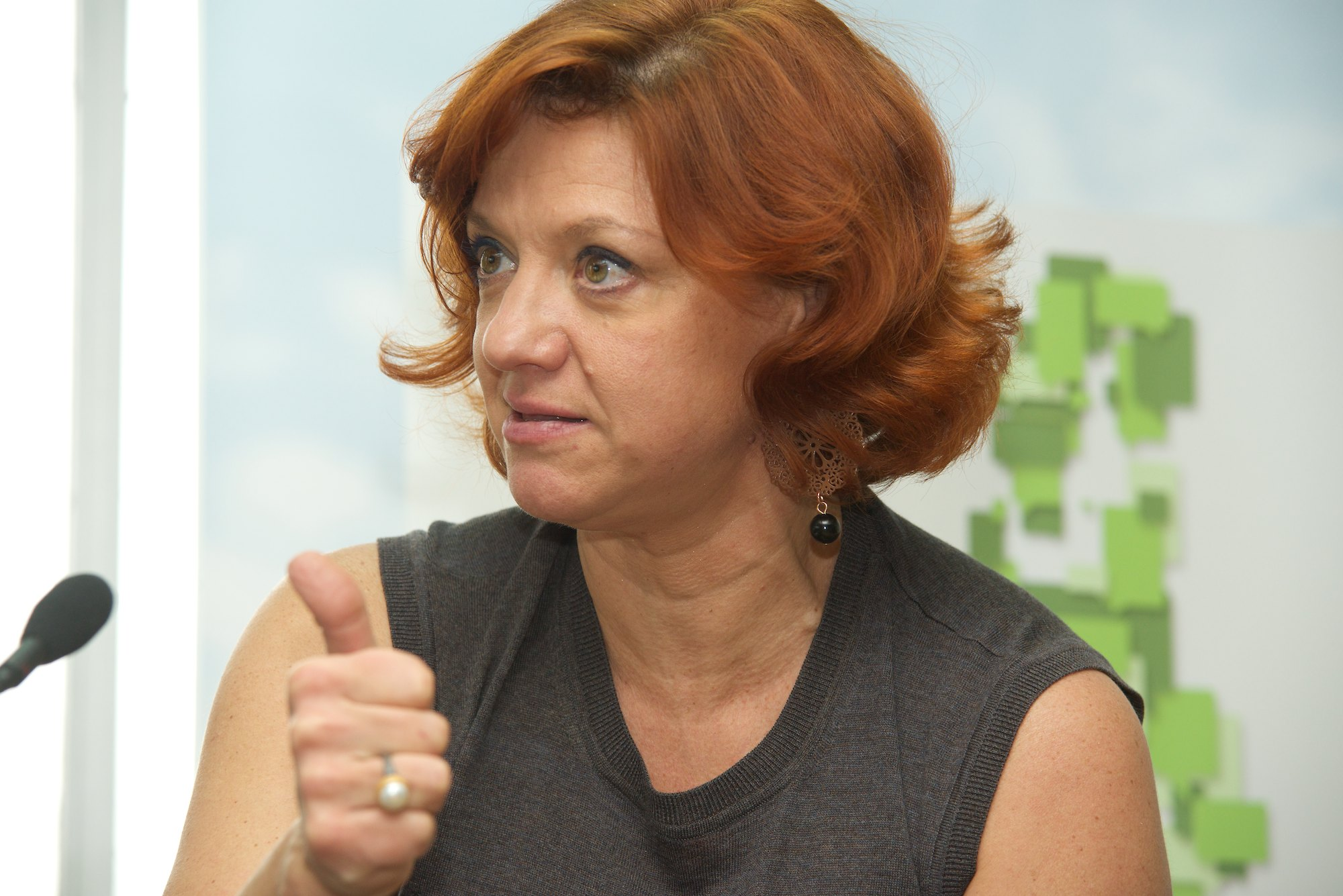
Monica Frassoni

Monica Frassoni (född den 10 september 1963 i Veracruz, Mexiko) är en italiensk politiker och ledamot av Europaparlamentet mellan 1999 och 2009. I Europaparlamentsvalet 2009 erhöll hon inte tillräckligt många röster för att bli omvald.
Hon är medlem i Federazione dei Verdi, som ingår i Europeiska gröna partiet, som hon är språkrör för tillsammans med tysken Reinhard Bütikofer. Innan hon blev invald som Europaparlamentariker för det belgiska partiet Ecolo 1999, hade hon arbetat som tjänsteman för Gruppen De gröna/Europeiska fria alliansen under tio års tid. Hon var dessförinnan generalsekreterare för Young European Federalists.

## Europaparlamentariker
Frassoni var medordförande för Gruppen De gröna/Europeiska fria alliansen från 2002 till 2009. Under hela sin period som ledamot i Europaparlamentet var hon ledamot av utskottet för konstitutionella frågor, delegationen till den gemensamma parlamentarikerkommittén EU-Cypern, talmanskonferensen, delegationen för förbindelserna med länderna i Sydamerika och Mercosur, utskottet för rättsliga frågor, delegationen för förbindelserna med Mercosur och delegation till den parlamentariska församlingen EU-Latinamerika.
Hon var dessutom suppleant för utskottet för utrikesfrågor, mänskliga rättigheter, gemensam säkerhet och försvarspolitik, delegationen till den gemensamma parlamentarikerkommittén EU-Turkiet, utskottet för medborgerliga fri- och rättigheter samt rättsliga och inrikes frågor, delegationen till den gemensamma parlamentarikerkommittén EU-Cypern, utskottet för industrifrågor, forskning och energi, utskottet för konstitutionella frågor, delegationen för förbindelserna med Iran, delegationen till den parlamentariska församlingen för EU-Medelhavsområdet och utskottet för miljö, folkhälsa och livsmedelssäkerhet.